# Brent (Florida)
Brent es un lugar designado por el censo ubicado en el condado de Escambia en el estado estadounidense de Florida. En el censo de 2010 tenía una población de 21.804 habitantes y una densidad poblacional de 798,12 personas por km².

## Geografía
Brent se encuentra ubicado en las coordenadas 30°28′19″N 87°15′3″O / 30.47194, -87.25083. Según la Oficina del Censo de los Estados Unidos, Brent tiene una superficie total de 27.32 km², de la cual 26.89 km² corresponden a tierra firme y (1.58%) 0.43 km² es agua.

## Demografía
Según el censo de 2010, había 21.804 personas residiendo en Brent. La densidad de población era de 798,12 hab./km². De los 21.804 habitantes, Brent estaba compuesto por el 51.7% blancos, el 39.09% eran afroamericanos, el 0.78% eran amerindios, el 3.77% eran asiáticos, el 0.28% eran isleños del Pacífico, el 1.21% eran de otras razas y el 3.17% pertenecían a dos o más razas. Del total de la población el 4.17% eran hispanos o latinos de cualquier raza.